# Corvus unicolor
Corvus unicolor là một loài chim trong họ Corvidae, từ huyện Banggai ở tỉnh miền trung Sulawesi ở Indonesia. Loài này được IUCN liệt kê là cực kỳ nguy cấp. Loài này đã bị coi là tuyệt chủng, nhưng cuối cùng đã được phát hiện lại trong các cuộc khảo sát trên đảo Peleng ngoài khơi bờ biển phía đông nam của Sulawesi bởi nhà nghiên cứu sinh vật học người Indonesia, Mochamad IndINA vào năm 2007 và 2008.